# Liste de lieux nommés d'après Joseph Staline
Pour les articles homonymes, voir Staline (homonymie).

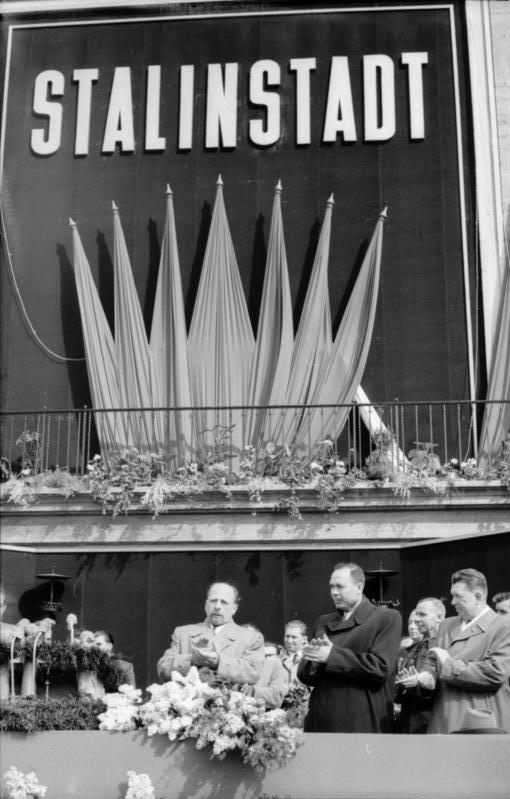
La ville allemande d'Eisenhüttenstadt est nommée Stalinstadt entre 1953 et 1961.

Cette liste recense des lieux nommés d'après Joseph Staline.

## Généralités
Durant la période durant laquelle Joseph Staline a été le principal dirigeant de l'Union soviétique (entre 1922 et 1953), de nombreux lieux, principalement des villes d'Union soviétique et d'autres pays communistes, sont nommés ou renommés en son honneur dans le cadre d'un très important culte de la personnalité. En conséquence de la déstalinisation, la plupart de ces lieux sont revenus à leur nom antérieur après le XXe congrès du parti communiste de l'Union soviétique en 1956 ou du XXIIe congrès du PCUS en 1961.
Dans certains pays, y compris des pays de l'ancien bloc de l'Ouest, de nombreuses voies ou places sont nommées d'après Stalingrad (et ainsi indirectement d'après Staline), en l'honneur des défenseurs de la bataille de Stalingrad contre le Troisième Reich pendant la Seconde Guerre mondiale. Ces noms n'ont pas été modifiés lorsque la ville est redevenue Volgograd, car ils font référence à la bataille : ainsi, la place Stalingrad à Paris, par exemple, a toutefois été renommée place de la Bataille-de-Stalingrad en 1993.

## Localités

### Albanie
- Qyteti Stalin (1950–1990) ; actuellement Kuçovë

### Allemagne de l'Est
- Stalinstadt (1953–1961) ; actuellement Eisenhüttenstadt

### Arménie
- Imeni Stalina ; actuellement Sovkhoz Nomer Shest (en)

### Azerbaïdjan
- Stalino, Tartar ; actuellement Çaylı
- Stalino (en), Göygöl
- Raïon de Staline, Bakou ; actuellement raïon de Səbail (en)

### Bulgarie
- Staline (1949–1956) ; actuellement Varna
- Mont Staline (1949–1962) ; actuellement Moussala

### Canada
- Comté de Staline (avant 1986), Killarney (en), Ontario ; actuellement comté de Hansen

### Géorgie
- Staliniri (1934–1961) ; actuellement Tskhinvali, Ossétie du Sud
- Stalinisi (1931–1934) ; actuellement Khachouri, Kartlie intérieure

### Hongrie
- Sztálinváros (1951–1961) ; actuellement Dunaújváros

### Pologne
- Stalinogród (1953–1956) ; actuellement Katowice

### République tchèque
- Stalingrad, quartier résidentiel de Karviná
- Stalingrad (cs), quartier résidentiel de Žďár nad Sázavou ; construit dans les années 1950, son nom de Stalingrad est toujours utilisé en 2014 bien que des tentatives de renommages aient été entreprises après la Révolution de velours.

### Roumanie
- Oraşul Stalin (1950–1960) ; actuellement Brașov
- Poiana Stalin (1950–1960) ; actuellement Poiana Brașov
- Raionul Stalin, Bucarest
- Regiunea Stalin (ro) (1950–1960)

### Russie
- Stalingrad (1925–1961) ; actuellement Volgograd
- Stalinogorsk (1934–1961) ; actuellement Novomoskovsk
- Stalinsk (1932–1961) ; actuellement Novokouznetsk

### Tadjikistan
- Stalinabad (1929–1961) ; actuellement Douchanbé

### Ukraine
- Stalino (1924–1961) ; actuellement Donetsk

## Voies

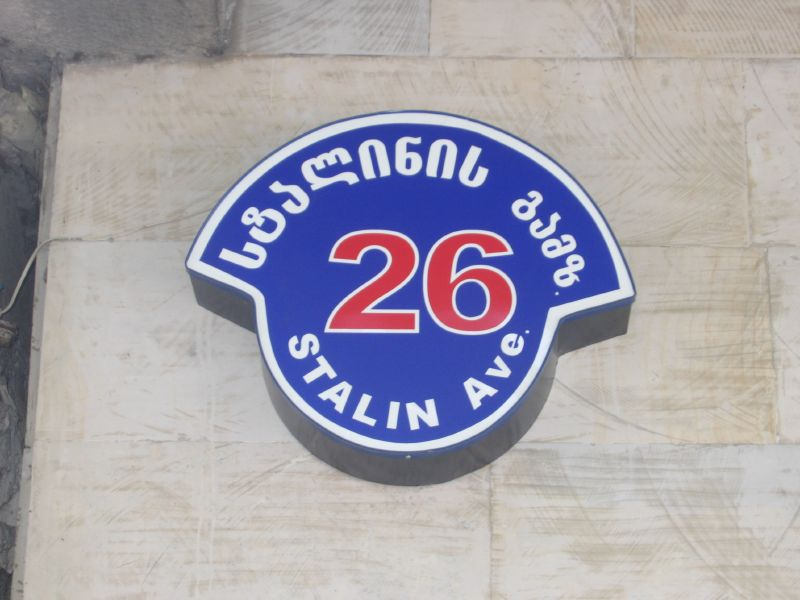
Avenue Staline, Gori, Géorgie.

### Allemagne de l'Est
- Stalinallee, Berlin (1952–1961) ; actuellement Karl-Marx Allee
- Stalinstraße, Brandebourg-sur-la-Havel ; actuellement St.Annen-Straße
- Stalinstraße, Bützow ; actuellement Gartenstraße
- Stalinstraße, Dessau ; actuellement Fritz-Hesse-Straße
- Stalinstraße, Greiz ; actuellement Thomasstraße
- Stalinstraße, Hermsdorf ; actuellement Eisenberger Straße[1]
- Stalinstraße, Iéna ; actuellement Am Planetarium
- Stalinstraße, Ludwigslust ; actuellement Schweriner Straße
- Stalinstraße, Mölkau ; actuellement Chemnitzer Straße
- Stalinstraße, Schwerin ; actuellement Wismarsche Straße
- Stalinstraße, Sonneberg ; actuellement Bernhardstraße
- Stalinstraße, Wismar ; actuellement Lübsche Straße
- Stalinstraße, Wurzen ; actuellement Straße des Friedens

### Autriche
- Stalinplatz (1946–1956), Vienne ; actuellement Schwarzenbergplatz (en)

### Biélorussie
- Prospekt imeni Stalina (Проспект имени Сталина, 1952–1961), Minsk ; actuellement Prospekt Nezavisimosti (Проспект Независимости, avenue de l'Indépendance)

### Chine
- Rue Staline (1946—1996), Changchun ; nom donné après l'invasion soviétique de la Mandchourie
- Place Staline (1946—1993), Dalian
- Route Staline (斯大林路), Dalian

### Corée du Nord
- Ssŭttallin Kŏrŏ (쓰딸린 거리, rue Staline), Pyongyang ; actuellement rue de la Victoire

### Estonie
- Stalingradi väljak, Tallinn[2] ; actuellement Tornide väljak
- Stalini tänav, Kuressaare[2]; actuellement Lossi tänav
- Stalini tänav, Narva[2] ; actuellement Vestervalli tänav
- Stalini väljak (1940–1960), Tallinn[2] ; actuellement Viru väljak
- Stalini väljak, Võru[2],[3]; actuellement Kesklinna park

### France
- Rue Staline, Essômes-sur-Marne ; à la fin de la Seconde Guerre mondiale, la municipalité fait le choix d'honorer les vainqueurs en renommant trois voies d'après les dirigeants alliés présents lors de la conférence de Yalta : elle compte ainsi une rue Churchill, une rue Roosevelt et une rue Staline, la dernière en France. Elle compte également une avenue Charles de Gaulle. L'ambassadeur de l'URSS fut présent lors de la cérémonie organisée pour baptiser ces voies[4]. Malgré les controverses et plusieurs vandalismes, la rue conserve son nom[5],[6].
- Avenue Staline à Hagondange, devenue rue de la Gare[7].
- Rue Staline, à Annonay, redevenue rue Sainte-Claire, en 1961.
- Rue Staline à Ivry-sur-Seine, devenue la rue Lénine en 1961, puis l'avenue Georges-Gosnat en 1983.
- Avenue Joseph-Staline à Nanterre, renommée avenue Vladimir-Ilitch-Lénine en 1962[8].
- Avenue Joseph-Staline à Saint-Denis, entre 1949 et 1961, rebaptisée Avenue Lénine[9].
- Avenue Joseph-Staline à Saint-Étienne, entre 1947 et 1954, puis, rapidement renommée avenue du 11 novembre 1918, en hommage aux morts de la guerre de 1914-1918, puis de tous les conflits.
- Boulevard Joseph-Staline à La Seyne-sur-Mer, entre 1952 et 1984, boulevard Stalingrad.

### Géorgie
- Ulica Stalina, Gori
- Ulica Stalina, Tsnori

### Hongrie
- Sztálin út, Budapest ; actuellement Andrássy út

### Iran
- Rue Staline, Téhéran ; la ville a nommé trois rues d'après les trois dirigeants alliés s'étant rencontrés à la conférence de Téhéran en 1943 : Churchill, Roosevelt et Staline. Ces noms ont disparu avec la révolution islamique en 1979[10]. L'ex-rue Staline se nomme désormais rue des Gardiens de la révolution.

### Pays-Bas
- Stalinlaan, Amsterdam ; actuellement Vrijheidslaan (rue de la Liberté). À la suite de la libération des Pays-Bas en 1945, Amsterdam nomme trois de ses rues, convergeant vers Victorieplein, d'après les trois principaux chefs d'État alliés de la Seconde Guerre mondiale : Churchill-laan, Rooseveltlaan et Stalinlaan. Les deux premiers noms demeurent, mais le nom de Staline a été changé en « Liberté » (Vrijheid) après l'invasion soviétique de la Hongrie en 1956.

### Pologne
- Ulica Józefa Stalina, Gliwice ; actuellement ulica Dworcowa
- Ulica Józefa Stalina, Łódź ; actuellement ulica Główna
- Ulica Józefa Stalina, Tarnów ; actuellement ulica Lwowska
- Aleja Stalina, Varsovie ; actuellement aleje Ujazdowskie
- Ulica Marszałka Stalina, Wrocław ; actuellement ulica Jedności Narodowej
- Ulica Józefa Stalina, Białystok, actuellement ulica Lipowa

### République tchèque
- Stalinova ulice, Brno ; actuellement Pěkná ulice
- Stalinova ulice, Plzeň ; actuellement Americká ulice
- Stalinova ulice, Prague ; actuellement Vinohradská třída (cs)
- Stalinova ulice, Prague ; actuellement Starochodovská ulice (cs)
- Stalinova třída, Krnov ; actuellement Revoluční ulice
- Stalinova třída, Pardubice ; actuellement třída Míru
- Stalinovo náměstí, Bruntál; actuellement Palackého náměstí
- Stalinovo náměstí, Ostrava ; actuellement Masarykovo náměstí
- Stalinovy sady, Brno ; actuellement Koliště

### Roumanie
- Bulevardul I.V. Stalin, Bucarest ; actuellement bulevardul Aviatorilor
- Piața I.V. Stalin (Stalin Square), Bucarest ; actuellement place Charles-de-Gaulle
- Parcul I.V. Stalin, Bucharest ; actuellement parc Herăstrău

### Russie
- Ulica Stalina (Улица Сталина), Beslan

### Slovaquie
- Námestie J. V. Stalina, Košice ; actuellement náměstí Maratonu míru
- Stalinova ulica, Prešov
- Stalinovo námestie, Bratislava ; actuellement námestie SNP

### Royaume-Uni
- Stalin Road, Colchester
- Stalin Avenue, Chatham

### Trinité-et-Tobago
- Stalin Street, Dow Village

## Montagnes
- Pic Staline (1932–1962), Tadjikistan ; actuellement pic Ismail Samani
- Mont Staline (avant 1987), Colombie-Britannique, Canada ; actuellement Mount Peck (en)
- Stalinov štít (1949–1961), Slovaquie ; actuellement Gerlachovský štít